# Central Corridor
Il Central Corridor è una linea ferroviaria operata dalla Union Pacific Railroad che parte da vicino a Winnemucca, in Nevada, e raggiunge Denver, in Colorado, negli Stati Uniti occidentali. La linea venne creata dopo l'unione con la Southern Pacific Transportation Company combinando porzioni di linee costruite da precedenti appaltatori. Nessuna parte della linea fu costruita in origine dalla Union Pacific, ma in effetti alcune porzioni vennero costruite specificatamente per competere con la Overland Route della Union Pacific. La linea è conosciuta per le significative opere ingegneristiche costruite per attraversare i monti Wasatch dello Utah e le Montagne Rocciose del Colorado; presenta numerosi tunnel, il più lungo e alto dei quali è il Moffat Tunnel.

## Utilizzo
La linea viene utilizzata principalmente per il traffico merci dalla Union Pacific; La BNSF Railway ha i diritti di passaggio sull'intera linea; la Utah Railway ha la concessione da Salt Lake City a Grand Junction, nel Colorato. Tuttavia, per parti della linea transita anche un significativo traffico passeggeri. Il California Zephyr di Amtrak utilizza l'intera tratta del Central Corridor come porzione del suo tragitto da San Francisco a Chicago; inoltre, una porzione di linea tra Salt Lake City e Provo, in Utah, presenta un binario separato costruito dalla Utah Transit Authority dedicato alla porzione meridionale del servizio pendolari FrontRunner. Una parte dell'itinerario subito a nord-ovest di Denver ha un tratto elettrificato adatto per la rete tranviaria di Denver.

## Itinerario

### Nevada

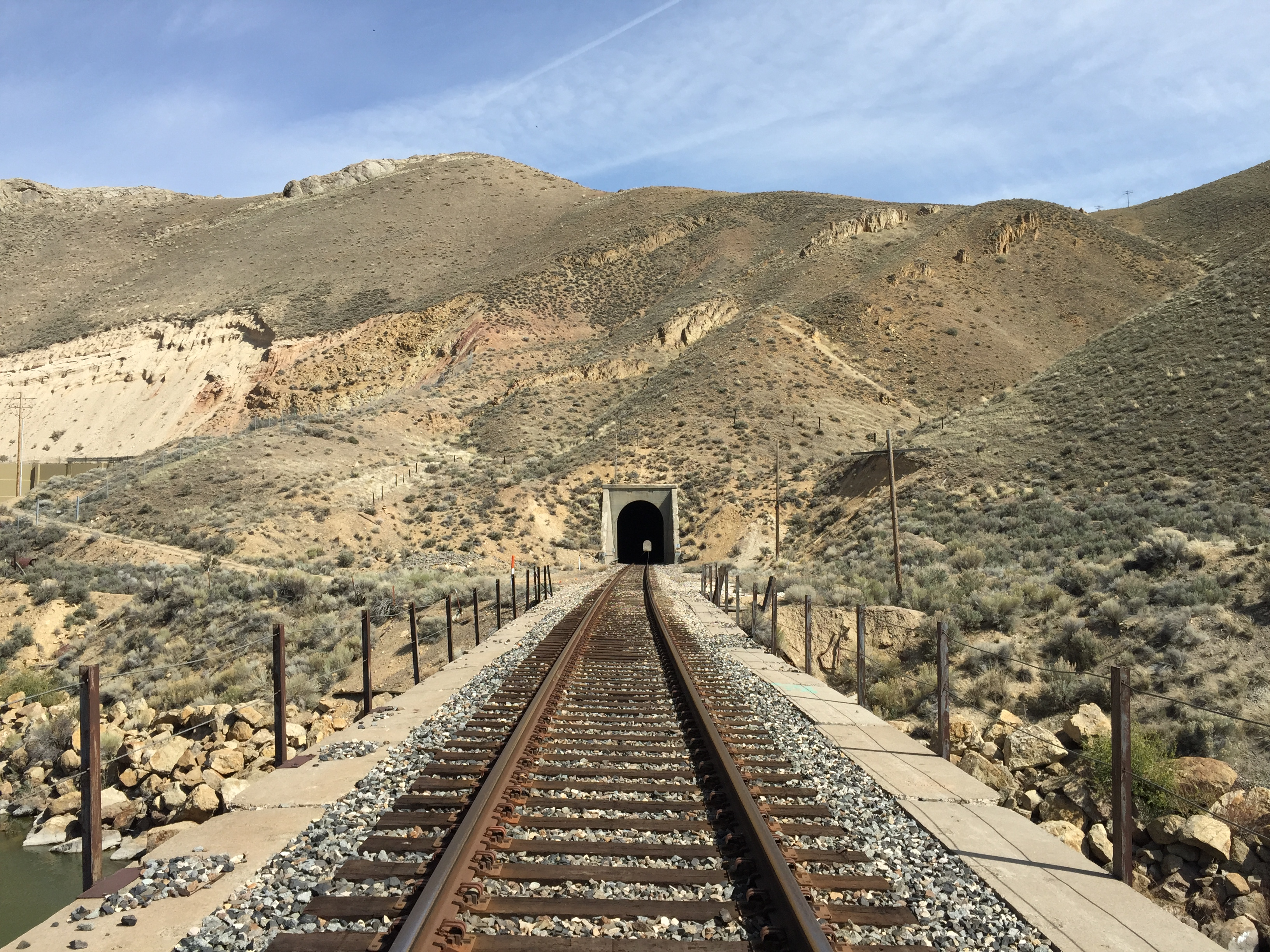
Portale occidentale del Carlin Tunnel

Procedendo ad est fuori da Winnemucca, il percorso segue il fiume Humboldt, utilizzando la linea dell'Overland Route per realizzare un traffico unidirezionale sui due binari dei due operatori, fino a Wells, sempre in Nevada. Da Wells a Salta Lake City, la linea, conosciuta come "Suddivisione Shafter", segue il percorso storico dell'Hastings Cutoff, passando per un tunnel sotto i monti Pequop e attraversando la catena montuosa Toano attraverso il Silver Zone Pass. L'avvicinamento da est al Silver Zone Pass presenta un anello di 360 gradi conosciuto come Arnold Loop; dopo aver attraversato queste catene montuose, la linea procede verso sud-est verso il deserto del Gran Lago Salato. In Nevada, la Interstate 80 segue il Central Corridor, anche se i due percorsi si trovano in alcuni tratti a miglia di distanza.

### Utah
Il percorso entra nello Utah presso Wendover ed attraversa il deserto del Grande Lago Salato e le Bonneville Salt Flats, parallemanete all'Interstate 80 ed alla Wendover Cut-off, seguendo la strada per la costa meridionale del Grande Lago Salato e Salt Lake City; quando raggiunge la capitale, la linea curva verso sud e segue il fiume Jordan attraverso il Point of the Mountain, verso Spanish Fork.
Passata Spanish Fork, la ferrovia segue la U.S. Route 6 fino a Denver; entrambi i tracciati seguono il fiume Spanish Fork su per una pendenza nel Wasatch Plateau, passando la cresta a Soldier Summit. In avvicinamento da ovest al Soldier Summit si trova l'anello Gilluly, una serie di curve a gomito che permettono alla ferrovia di salire la montagna mantenendo una pendenza che non eccede mai il 2,4%, diversamente dall'autostrada che fu costruita utilizzando una pendenza anche del 5%. La ferrovia discende da Soldier Summit seguendo il fiume Price finché non raggiunge la città di Helper, chiamata così perché nell'epoca delle locomotive a vapore, qui venivano aggiunte o rimosse delle locomotive di rinforzo per i treni che attraversavano il Soldier Summit. Uscendo dai monti Wasatch, i treni seguono la costa meridionale del Book Cliffs, per raggiungere le città di Woodside, Green River (dove la linea attraversa il Green River), Thompson Springs e Cisco. Presso Cisco, la linea attraversa per la prima volta il fiume Colorado, che viene seguito lungo le Montagne Rocciose nel Colorado. La linea segue e attraversa il fiume numerose volte nel Colorado, mentre risale le montagne. Il confine tra gli stati viene raggiunto al Ruby Canyon.

### Colorado
La ferrovia entra nel Colorado lungo la riva settentrionale del fiume Colorado, seguendo il fiume fino alla Grand Valley, passando attraverso il cuore di Grand Junction e passando per diverse altre città. La linea continua a seguire il fiume anche fuori dalla valle, seguendo il Debeque Canyon, Glenwood Canyon e Gore Canyon del fiume Colorado verso Granby, presso la sorgente del fiume. Il tracciato lascia poi quello del fiume Colorado per seguire il fiume Fraser, uno dei suoi affluenti, fino a raggiungere la cresta delle Montagne Rocciose, che viene passata tramite il Moffat Tunnel. Con lo smantellamento della strada sopra il passo Tennessee, il Moffat Tunnel è il punto più alto della rete di Union Pacific.
La discesa verso est dal Moffat Tunnel verso il Front Range, dove si trova Denver, presenta 33 tunnel, che definiscono questa sezione "Tunnel District". Questa porzione della linea segue all'incirca la Colorado State Highway 72, anche se in alcuni punti i due tracciati si trovano in diversi canyon, a diverse miglia di distanza l'un l'altro. Anche dopo che i binari lasciano le Montagne Rocciose, le alte pendenze costringono ad anelli per la discesa finale. La linea entra nell'area metropolitana di Denver da nord-est, prima di unirsi ad altre linee ferroviarie appena a nord del centro cittadino.

## Storia
Tutti il Central Corridor venne costruito da ex concorrenti della Union Pacific; la porzione da Winnemucca a Salt Lake City fu in origine parte della Feather River Route, costruita dalla Western Pacific Railroad, acquisita dalla Union Pacific nel 1983. La parte da Salt Lake City a Grand Junction è la ex Utah Division della Denver and Rio Grande Western Railroad (D&RGW). Da Grand Junction a Dotsero il Central Corridor era parte della linea del Tennessee Pass, anch'essa costruita da D&RGW; da Dotsero a Bond fa parte dell'ex Dotsero Cutoff, costruito dalla D&RGW come collegamento tra la linea principale e la linea mai completata Denver and Salt Lake Railroad, per fornire il collegamento tra Dotsero e Denver. La parte ad est di Salt Lake City giunse sotto il controllo della Union Pacific a partire dall'acquisizione del 1996 della Southern Pacific Transportation Company. Le porzioni della linea della Western Pacific e D&RGW erano parte della rete transcontinentale Gould.